# Внешнее управление
Внешнее управление — система мер по оздоровлению предприятия, ставшего неплатежеспособным. В более узком понимании — процедура в деле о банкротстве, применяемая к должнику в целях восстановления его платежеспособности с передачей полномочий по управлению должником внешнему управляющему. Помимо внешнего управления имуществом должника, законом может быть предусмотрена процедура санации, предполагающая оказание финансовой помощи предприятию-должнику.
С момента введения внешнего управления всегда отстраняется от должности руководитель должника — юридического лица. При этом управление делами должника возлагается на внешнего управляющего.
Для обеспечения внешнему управляющему возможности приступить к реальному исполнению возложенных на него обязанностей по управлению делами должника, на органы управления должника возлагается обязанность в течение трех дней передать управляющему бухгалтерскую и иную документацию юридического лица, печати и штампы, материальные и иные ценности. Внешний управляющий назначается арбитражным судом одновременно с введением внешнего управления.

## Процедура внешнего управления
Целью внешнего управления является финансовое оздоровление предприятия.
Внешнее управление вводится на основании решения собрания кредиторов.
Срок, на который вводится внешнее управление — 18 месяцев, который может быть продлен не более чем на 6 месяцев. (ФЗ «О несостоятельности (банкротстве)»).

## Порядок введения внешнего управления
1. Внешнее управление вводится арбитражным судом на основании решения собрания кредиторов, за исключением случаев, предусмотренных настоящим Федеральным законом.
2. Внешнее управление вводится на срок не более чем восемнадцать месяцев, который может быть продлен в порядке, предусмотренном настоящим Федеральным законом, не более чем на шесть месяцев, если иное не установлено настоящим Федеральным законом.
Определение о введении или продлении срока внешнего управления подлежит немедленному исполнению и может быть обжаловано в порядке, установленном пунктом 3 статьи 61 настоящего Федерального закона.

## Последствия введения внешнего управления
1. Прекращение полномочий руководителя должника. Эти полномочия возлагаются на внешнего управляющего.
2. Прекращение полномочий органов управления должника.
3. Введение моратория на удовлетворение требований кредиторов.

## Внешний управляющий

### Права внешнего управляющего
внешний управляющий — арбитражный управляющий, утверждённый арбитражным судом для проведения внешнего управления и осуществления иных установленных настоящим Федеральным законом полномочий— Статья 2. Основные понятия, используемые в настоящем Федеральном законе (в ред. Федерального закона от 30.12.2008 N 296-ФЗ)
1. Распоряжаться имуществом должника в соответствии с планом внешнего управления.
2. Заключать от имени должника мировое соглашение.
3. Заявлять отказ от договорных обязательств должника.
4. Предъявлять в суд требования о признании сделок должника недействительными, в случае если они были заключены в нарушении законодательства банкротства.

### Обязанности внешнего управляющего
1. Принять управление имуществом должника и провести его инвентаризацию.
2. Разработать план внешнего управления и предоставить его собранию кредиторов.
3. Ведение бухгалтерского, финансового и статистического учета и предоставление отчетности.
4. Заявлять возражение против требований к должнику.
5. Принимать меры к взысканию дебиторской задолженности.
6. Вести реестр требований кредиторов.
7. Адекватно реализовывать план, который он предоставил собранию кредиторов.
8. Предоставлять промежуточный и окончательный отчет о выполнении плана.

### Освобождение внешнего управляющего
1. Внешний управляющий может быть освобожден арбитражным судом от исполнения возложенных на него обязанностей в деле о банкротстве:
по заявлению внешнего управляющего; 

по направленному на основании решения коллегиального органа управления саморегулируемой организации арбитражных управляющих ходатайству саморегулируемой организации арбитражных управляющих, членом которой он является; 

в иных предусмотренных настоящим Федеральным законом случаях.— Статья 97. Освобождение внешнего управляющего (п. 1 в ред. Федерального закона от 30.12.2008 N 296-ФЗ)

## Результаты внешнего управления
По результатам отчета внешнего управляющего арбитражный суд выносит одно из следующих решений:
1. Прекращение производства по делу о несостоятельности.
2. Мировое соглашение.
3. Продление срока внешнего управления.
4. Отказ утверждения отчета внешнего управляющего. Назначается новый внешний управляющий.
5. Введение процедуры конкурсного производства.